# Miranda de Azán
Pour les articles homonymes, voir Miranda et Azan (homonymie).
Miranda de Azán est une commune de la province de Salamanque dans la communauté autonome de Castille-et-León en Espagne.